# Gibibit
Gibibit (Gib), tidigare ofta tvetydigt kallad gigabit (Gb) är en informationsenhet som motsvarar 1 073 741 824 (230 = 10243) bit. Namnet kommer av det binära prefixet gibi (Gi) och bit (b). Enheten ingår inte i internationella måttenhetssystemet, men sanktioneras av IEC.
Gibibit är relaterat till enheten gigabit, som antingen definieras som en gibibit eller en miljard bit. Gibibit kan användas istället för gigabit när man vill specificera 230 bit, för att undvika tvetydighet bland de olika värdena av gigabit.